# Aleksej Alekseevič Erëmenko
Aleksej Alekseevič Erëmenko (in russo Алексей Алексеевич Ерёменко?; Rostov sul Don, 24 marzo 1983) è un ex calciatore russo naturalizzato finlandese, di ruolo attaccante.
Ha acquisito la cittadinanza finlandese nel 2003 ed ha anche il passaporto russo. È il fratello maggiore di Roman Erëmenko, anch'egli calciatore.

## Carriera

### Club
Si trasferisce in Finlandia con la sua famiglia all'età di sette anni quando il padre, Aleksej Borisovič Erëmenko, ex calciatore di Dinamo Mosca e Spartak Mosca, viene acquistato dall'FF Jaro.
Trascorre un periodo al Tromsø, in Norvegia: il padre gioca nella squadra cittadina, lui nella squadra under-15. In seguito si trasferisce al Metz, in Francia, prima di tornare in Finlandia ed esordire nella Veikkausliiga con la maglia del Jokerit nel campionato 2001. Nella stagione seguente passa all'HJK Helsinki ed alla fine del campionato è eletto migliore giocatore del campionato. Con l'HJK vince due campionati finlandesi ed una Coppa di Finlandia.
Nel frattempo è notato dal Lecce, squadra allora militante in Serie A, che lo porta in Italia nell'estate 2004. In giallorosso trova poco spazio in campo e non riesce ad emergere. Così, nella sessione invernale di calciomercato del gennaio 2006, decide di lasciare Lecce dopo una stagione e mezza per passare nella massima serie russa, al Saturn, con cui firma un contratto di quattro anni. Nel novembre 2007, in seguito alla sconfitta del Saturn contro lo Zenit San Pietroburgo che ha deciso il campionato russo, è stato aggredito da un gruppo di tifosi all'uscita da un locale, rimediando la fratturata della mascella.
Il 29 luglio 2009 firma un contratto triennale con gli ucraini del Metalist. La stagione 2010 la trascorre nel club che lo ha lanciato (l'FF Jaro) in prestito dal Metalist. Ad agosto 2010 viene ufficializzato il suo trasferimento in prestito al Kilmarnock.
Nell'agosto 2011 passa, assieme al fratello Roman Erëmenko al Rubin Kazan. Nel gennaio 2014 torna nuovamente al Kilmarnock.
Nel gennaio 2016 si è trasferito all'SJK, squadra campione di Finlandia in carica, ma ai primi di maggio 2016 dopo solo cinque mesi ha rescisso il contratto con l'SJK adducendo motivi personali.

### Nazionale
Eremenko ha esordito con la Finlandia l'11 ottobre 2003 nel match contro il Canada. Nelle qualificazioni a Germania 2006 è stato uno dei giocatori chiave della sua nazionale, mettendo a segno ben 8 gol, che tuttavia non sono bastati a far sì che la squadra si qualificasse alla manifestazione intercontinentale.

## Statistiche

### Cronologia presenze e reti in Nazionale
| Cronologia completa delle presenze e delle reti in nazionale ― Finlandia | Cronologia completa delle presenze e delle reti in nazionale ― Finlandia | Cronologia completa delle presenze e delle reti in nazionale ― Finlandia | Cronologia completa delle presenze e delle reti in nazionale ― Finlandia | Cronologia completa delle presenze e delle reti in nazionale ― Finlandia | Cronologia completa delle presenze e delle reti in nazionale ― Finlandia | Cronologia completa delle presenze e delle reti in nazionale ― Finlandia | Cronologia completa delle presenze e delle reti in nazionale ― Finlandia |
| Data                                                                     | Città                                                                    | In casa                                                                  | Risultato                                                                | Ospiti                                                                   | Competizione                                                             | Reti                                                                     | Note                                                                     |
| ------------------------------------------------------------------------ | ------------------------------------------------------------------------ | ------------------------------------------------------------------------ | ------------------------------------------------------------------------ | ------------------------------------------------------------------------ | ------------------------------------------------------------------------ | ------------------------------------------------------------------------ | ------------------------------------------------------------------------ |
| 11-10-2003                                                               | Tampere                                                                  | Finlandia                                                                | 3 – 2                                                                    | Canada                                                                   | Amichevole                                                               | -                                                                        | 72’                                                                      |
| 16-11-2003                                                               | Houston                                                                  | Finlandia                                                                | 2 – 1                                                                    | Honduras                                                                 | Amichevole                                                               | -                                                                        | 74’                                                                      |
| 19-11-2003                                                               | Alajuela                                                                 | Costa Rica                                                               | 2 – 1                                                                    | Finlandia                                                                | Amichevole                                                               | -                                                                        | 74’                                                                      |
| 3-2-2004                                                                 | Guangzhou                                                                | Cina                                                                     | 2 – 1                                                                    | Finlandia                                                                | Amichevole                                                               | 1                                                                        | 57’                                                                      |
| 31-3-2004                                                                | Ta' Qali                                                                 | Malta                                                                    | 1 – 2                                                                    | Finlandia                                                                | Amichevole                                                               | 1                                                                        | 61’                                                                      |
| 28-4-2004                                                                | Zenica                                                                   | Bosnia ed Erzegovina                                                     | 1 – 0                                                                    | Finlandia                                                                | Amichevole                                                               | -                                                                        | 46’                                                                      |
| 28-5-2004                                                                | Tampere                                                                  | Finlandia                                                                | 1 – 3                                                                    | Svezia                                                                   | Amichevole                                                               | -                                                                        | 71’                                                                      |
| 18-8-2004                                                                | Bucarest                                                                 | Romania                                                                  | 2 – 1                                                                    | Finlandia                                                                | Qual. Mondiali 2006                                                      | 1                                                                        | 58’                                                                      |
| 4-9-2004                                                                 | Tampere                                                                  | Finlandia                                                                | 3 – 0                                                                    | Andorra                                                                  | Qual. Mondiali 2006                                                      | 2                                                                        |                                                                          |
| 8-9-2004                                                                 | Erevan                                                                   | Armenia                                                                  | 0 – 2                                                                    | Finlandia                                                                | Qual. Mondiali 2006                                                      | 1                                                                        | 73’                                                                      |
| 9-10-2004                                                                | Tampere                                                                  | Finlandia                                                                | 3 – 1                                                                    | Armenia                                                                  | Qual. Mondiali 2006                                                      | 1                                                                        |                                                                          |
| 13-10-2004                                                               | Amsterdam                                                                | Paesi Bassi                                                              | 3 – 1                                                                    | Finlandia                                                                | Qual. Mondiali 2006                                                      | -                                                                        | 73’                                                                      |
| 17-11-2004                                                               | Messina                                                                  | Italia                                                                   | 1 – 0                                                                    | Finlandia                                                                | Amichevole                                                               | -                                                                        | 87’                                                                      |
| 26-3-2005                                                                | Praga                                                                    | Rep. Ceca                                                                | 4 – 3                                                                    | Finlandia                                                                | Qual. Mondiali 2006                                                      | -                                                                        | 60’                                                                      |
| 2-6-2005                                                                 | Helsinki                                                                 | Finlandia                                                                | 0 – 1                                                                    | Danimarca                                                                | Amichevole                                                               | -                                                                        |                                                                          |
| 8-6-2005                                                                 | Helsinki                                                                 | Finlandia                                                                | 0 – 4                                                                    | Paesi Bassi                                                              | Qual. Mondiali 2006                                                      | -                                                                        | 81’                                                                      |
| 17-8-2005                                                                | Skopje                                                                   | Macedonia                                                                | 0 – 3                                                                    | Finlandia                                                                | Qual. Mondiali 2006                                                      | 2                                                                        | 84’                                                                      |
| 3-9-2005                                                                 | Andorra la Vella                                                         | Andorra                                                                  | 0 – 0                                                                    | Finlandia                                                                | Qual. Mondiali 2006                                                      | -                                                                        | 62’ 64’                                                                  |
| 7-9-2005                                                                 | Tampere                                                                  | Finlandia                                                                | 5 – 1                                                                    | Macedonia                                                                | Qual. Mondiali 2006                                                      | 1                                                                        |                                                                          |
| 8-10-2005                                                                | Helsinki                                                                 | Finlandia                                                                | 0 – 1                                                                    | Romania                                                                  | Qual. Mondiali 2006                                                      | -                                                                        |                                                                          |
| 12-11-2005                                                               | Helsinki                                                                 | Finlandia                                                                | 2 – 2                                                                    | Estonia                                                                  | Amichevole                                                               | -                                                                        |                                                                          |
| 25-5-2006                                                                | Göteborg                                                                 | Svezia                                                                   | 0 – 0                                                                    | Finlandia                                                                | Amichevole                                                               | -                                                                        | 77’                                                                      |
| 16-8-2006                                                                | Helsinki                                                                 | Finlandia                                                                | 1 – 2                                                                    | Irlanda del Nord                                                         | Amichevole                                                               | -                                                                        |                                                                          |
| 2-9-2006                                                                 | Bydgoszcz                                                                | Polonia                                                                  | 1 – 3                                                                    | Finlandia                                                                | Qual. Euro 2008                                                          | -                                                                        | 67’                                                                      |
| 6-9-2006                                                                 | Helsinki                                                                 | Finlandia                                                                | 1 – 1                                                                    | Portogallo                                                               | Qual. Euro 2008                                                          | -                                                                        | 82’ 90’                                                                  |
| 15-11-2006                                                               | Helsinki                                                                 | Finlandia                                                                | 1 – 0                                                                    | Armenia                                                                  | Qual. Euro 2008                                                          | -                                                                        | 88’                                                                      |
| 28-3-2007                                                                | Baku                                                                     | Azerbaigian                                                              | 1 – 0                                                                    | Finlandia                                                                | Qual. Euro 2008                                                          | -                                                                        | 28’                                                                      |
| 6-6-2007                                                                 | Helsinki                                                                 | Finlandia                                                                | 2 – 0                                                                    | Belgio                                                                   | Qual. Euro 2008                                                          | 1                                                                        | 89’                                                                      |
| 22-8-2007                                                                | Tampere                                                                  | Finlandia                                                                | 2 – 1                                                                    | Kazakistan                                                               | Qual. Euro 2008                                                          | 1                                                                        |                                                                          |
| 8-9-2007                                                                 | Belgrado                                                                 | Serbia                                                                   | 0 – 0                                                                    | Finlandia                                                                | Qual. Euro 2008                                                          | -                                                                        | 74’                                                                      |
| 12-9-2007                                                                | Helsinki                                                                 | Finlandia                                                                | 0 – 0                                                                    | Polonia                                                                  | Qual. Euro 2008                                                          | -                                                                        | 25’                                                                      |
| 13-10-2007                                                               | Bruxelles                                                                | Belgio                                                                   | 0 – 0                                                                    | Finlandia                                                                | Qual. Euro 2008                                                          | -                                                                        | 43’                                                                      |
| 17-10-2007                                                               | Helsinki                                                                 | Finlandia                                                                | 0 – 0                                                                    | Spagna                                                                   | Amichevole                                                               | -                                                                        | 65’                                                                      |
| 6-2-2008                                                                 | Atene                                                                    | Grecia                                                                   | 2 – 1                                                                    | Finlandia                                                                | Amichevole                                                               | -                                                                        |                                                                          |
| 29-5-2008                                                                | Ankara                                                                   | Turchia                                                                  | 2 – 0                                                                    | Finlandia                                                                | Amichevole                                                               | -                                                                        | 61’                                                                      |
| 28-3-2009                                                                | Cardiff                                                                  | Galles                                                                   | 0 – 2                                                                    | Finlandia                                                                | Qual. Mondiali 2010                                                      | -                                                                        | 77’                                                                      |
| 1-4-2009                                                                 | Oslo                                                                     | Norvegia                                                                 | 3 – 2                                                                    | Finlandia                                                                | Amichevole                                                               | 1                                                                        | 46’                                                                      |
| 6-6-2009                                                                 | Helsinki                                                                 | Finlandia                                                                | 2 – 1                                                                    | Liechtenstein                                                            | Qual. Mondiali 2010                                                      | -                                                                        |                                                                          |
| 10-6-2009                                                                | Helsinki                                                                 | Finlandia                                                                | 0 – 3                                                                    | Russia                                                                   | Qual. Mondiali 2010                                                      | -                                                                        | 61’                                                                      |
| 12-8-2009                                                                | Stoccolma                                                                | Svezia                                                                   | 1 – 0                                                                    | Finlandia                                                                | Amichevole                                                               | -                                                                        | 46’                                                                      |
| 5-9-2009                                                                 | Lankaran                                                                 | Azerbaigian                                                              | 1 – 2                                                                    | Finlandia                                                                | Qual. Mondiali 2010                                                      | -                                                                        |                                                                          |
| 9-9-2009                                                                 | Vaduz                                                                    | Liechtenstein                                                            | 1 – 1                                                                    | Finlandia                                                                | Qual. Mondiali 2010                                                      | -                                                                        |                                                                          |
| 10-10-2009                                                               | Helsinki                                                                 | Finlandia                                                                | 2 – 1                                                                    | Galles                                                                   | Qual. Mondiali 2010                                                      | -                                                                        | 90’                                                                      |
| 11-8-2010                                                                | Turku                                                                    | Finlandia                                                                | 1 – 0                                                                    | Belgio                                                                   | Amichevole                                                               | -                                                                        | 62’                                                                      |
| 3-9-2010                                                                 | Chișinău                                                                 | Moldavia                                                                 | 2 – 0                                                                    | Finlandia                                                                | Qual. Euro 2012                                                          | -                                                                        | 81’                                                                      |
| 7-9-2010                                                                 | Rotterdam                                                                | Paesi Bassi                                                              | 2 – 1                                                                    | Finlandia                                                                | Qual. Euro 2012                                                          | -                                                                        | 81’                                                                      |
| 12-10-2010                                                               | Helsinki                                                                 | Finlandia                                                                | 1 – 2                                                                    | Ungheria                                                                 | Qual. Euro 2012                                                          | -                                                                        | 71’                                                                      |
| 17-11-2010                                                               | Helsinki                                                                 | Finlandia                                                                | 8 – 0                                                                    | San Marino                                                               | Qual. Euro 2012                                                          | -                                                                        | 80’                                                                      |
| 9-2-2011                                                                 | Gand                                                                     | Belgio                                                                   | 1 – 1                                                                    | Finlandia                                                                | Amichevole                                                               | -                                                                        | 55’                                                                      |
| 29-3-2011                                                                | Aveiro                                                                   | Portogallo                                                               | 2 – 0                                                                    | Finlandia                                                                | Amichevole                                                               | -                                                                        | 87’                                                                      |
| 3-6-2011                                                                 | Serravalle                                                               | San Marino                                                               | 0 – 1                                                                    | Finlandia                                                                | Qual. Euro 2008                                                          | -                                                                        | 68’                                                                      |
| 7-6-2011                                                                 | Solna                                                                    | Svezia                                                                   | 5 – 0                                                                    | Finlandia                                                                | Qual. Euro 2008                                                          | -                                                                        | 10’ 80’                                                                  |
| 15-11-2011                                                               | Esbjerg                                                                  | Danimarca                                                                | 2 – 1                                                                    | Finlandia                                                                | Amichevole                                                               | 1                                                                        | 25’                                                                      |
| 15-8-2012                                                                | Belfast                                                                  | Irlanda del Nord                                                         | 3 – 3                                                                    | Finlandia                                                                | Amichevole                                                               | -                                                                        | 69’                                                                      |
| 7-9-2012                                                                 | Helsinki                                                                 | Finlandia                                                                | 0 – 1                                                                    | Francia                                                                  | Qual. Mondiali 2014                                                      | -                                                                        | 61’                                                                      |
| 12-10-2012                                                               | Helsinki                                                                 | Finlandia                                                                | 1 – 1                                                                    | Georgia                                                                  | Qual. Mondiali 2014                                                      | -                                                                        | 14’, 59’                                                                 |
| 6-2-2013                                                                 | Netanya                                                                  | Israele                                                                  | 2 – 1                                                                    | Finlandia                                                                | Amichevole                                                               | -                                                                        | 46’                                                                      |
| Totale                                                                   |                                                                          | Presenze                                                                 | 57                                                                       |                                                                          | Reti                                                                     | 14                                                                       |                                                                          |

## Palmarès
- Campionato finlandese: 2

HJK Helsinki: 2002, 2003
- Coppa di Finlandia: 1

HJK Helsinki: 2003
- Coppa di Russia: 1

Rubin Kazan': 2011-2012
- Supercoppa di Russia: 1

Rubin Kazan': 2012